# Обухівська волость
Обухівська волость — адміністративно-територіальна одиниця Київського повіту Київської губернії.
Станом на 1886 рік складалася з 2 поселень, 2 сільських громад. Населення — 6025 осіб (2927 чоловічої статі та 3098 — жіночої), 924 дворових господарства. 
На 1900 рік складалася з 1 містечка, 5 сіл та 1 хутора. Населення 14140 осіб.
|                     | Площа, десятин | У тому числі орної, десятин |
| ------------------- | -------------- | --------------------------- |
| Сільських громад    | 1579           | 777                         |
| Приватної власності | —              | —                           |
| Казенної власності  | —              | —                           |
| Іншої власності     | 108            | 94                          |
| Загалом             | 6960           | 4936                        |

Основні поселення волості:
- Обухів — колишнє власницьке містечко при річці Кобрин за 30 верст від повітового міста, 5266 особи, 922 двори, 2 православні церкви, єврейська синагога, 18 постоялих будинків, 22 лавки, 4 водяних та 1 кінний млин, цегельний і винокурний заводи. За 10 верст — хутір Рогове з каплицею, постоялим будинком, млином.
- Копачів - власницьке село за 40 верст від повітового міста, 1804 особи, 165 дворів, православна церква, каплиця, школа грамоти, 3 кузні, 6 вітряків, водяний млин.
- Мала Вільшанка - власницьке село за 50 верст від повітового міста, 2172 особи, 222 двори, православна церква, церковно-парафіяльна школа, кузня, 14 вітряків, водяний млин, слюсарна майстерня.